# Štěpkovač

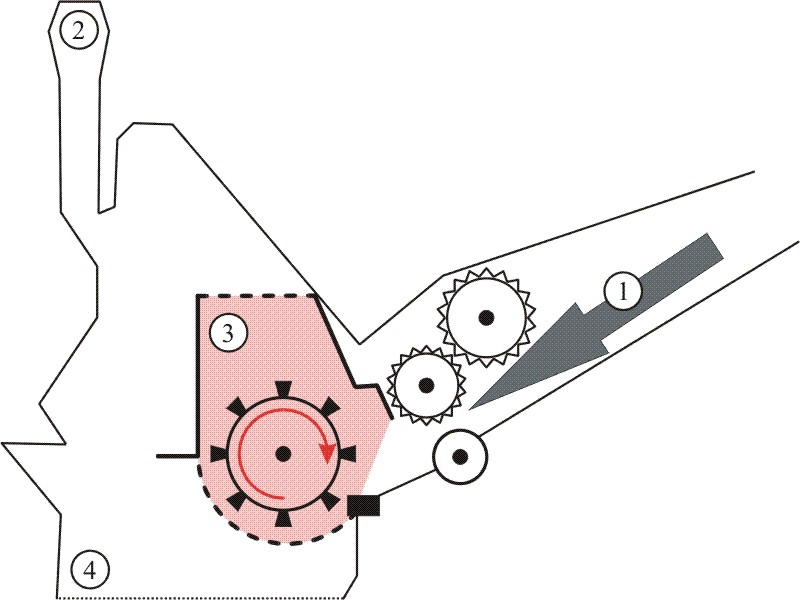
Princip štěpkovače

Štěpkovač je zařízení nebo stroj určený k rozřezání dřevních částí stromů (větve, kmen) nebo zbytků z dřevovýroby a k výrobě štěpky.
Štěpkovače se rozlišují na bubnové, diskové a na s gravitačním nebo s nuceným vkládáním štěpkovaného materiálu. Může se jednat o stroje s vlastním pohonem nebo stroje poháněné nosičem přes kardan nebo hydraulický obvod.

## Rozdělení podle druhu štěpkovacího ústrojí
- Bubnové štěpkovače: Řezací ústrojí se skládá z poháněného bubnu osazeného na válcové ploše noži a z nehybného protiostří. Materiál se přivádí kolmo k ose rotace bubnu.
- Diskové štěpkovače: Řezací ústrojí se skládá z poháněného disku osazeného noži na diskové ploše a z protiostří. Materiál se přivádí v ose rotace disku.

## Rozdělení podle vkládání materiálů
- Gravitační vkládání materiálu: Materiál se vkládá do štěpkovače z vrchu a padá nebo klouže po nakloněném vkládacím žlabu do štěpkovacího ústrojí.
- Nucené vkládání materiálu: Materiál se vloží do vkládacího žlabu. Stroj si pomocí vkládacího pásu nebo bubnů sám materiál natáhne k do štěpkovacího ústrojí.

## Galerie

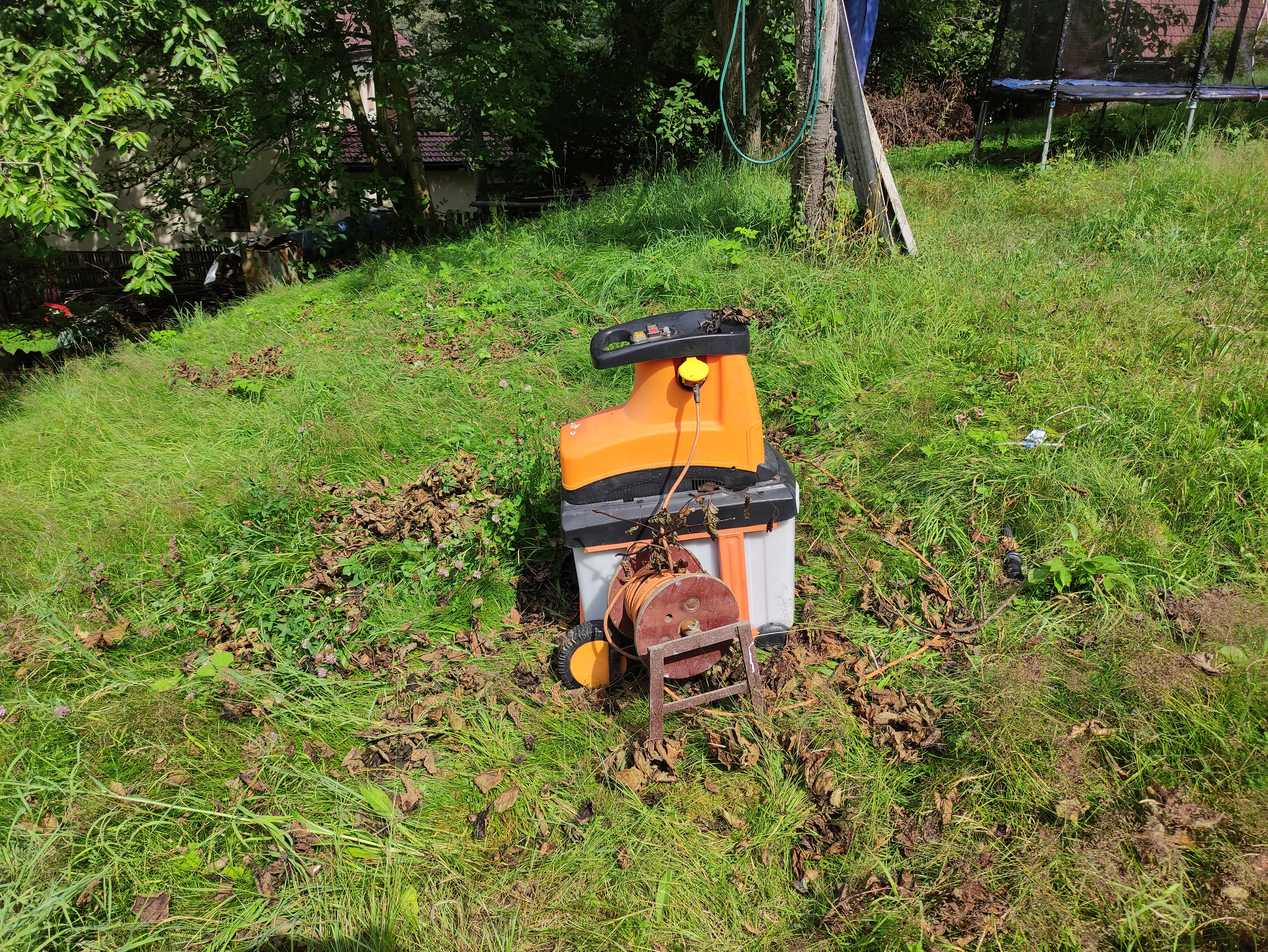
Malý domácí štěpkovač na tenké větve
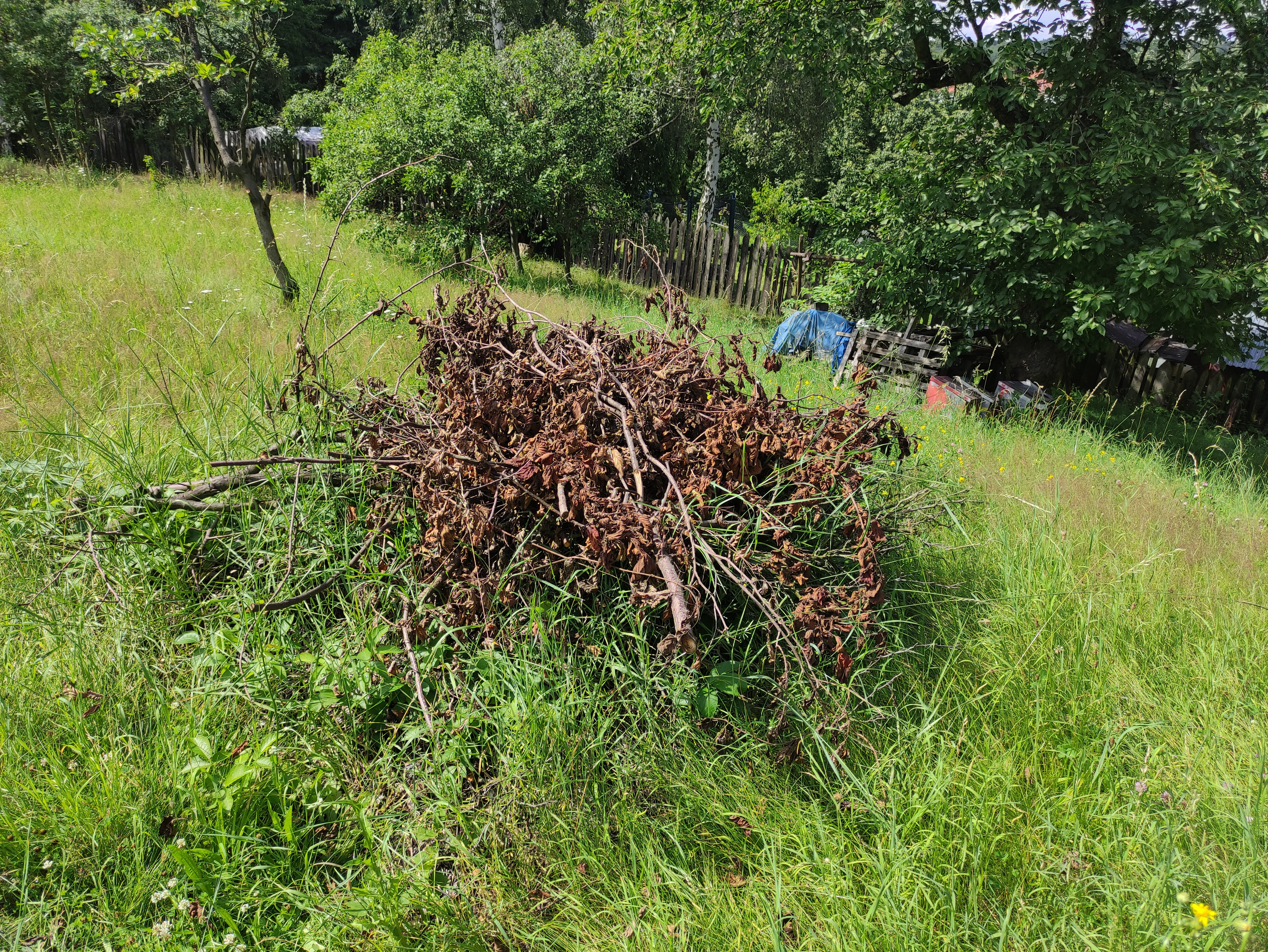
Větve určené ke seštěpkování
- Chod štěpkovače (video)
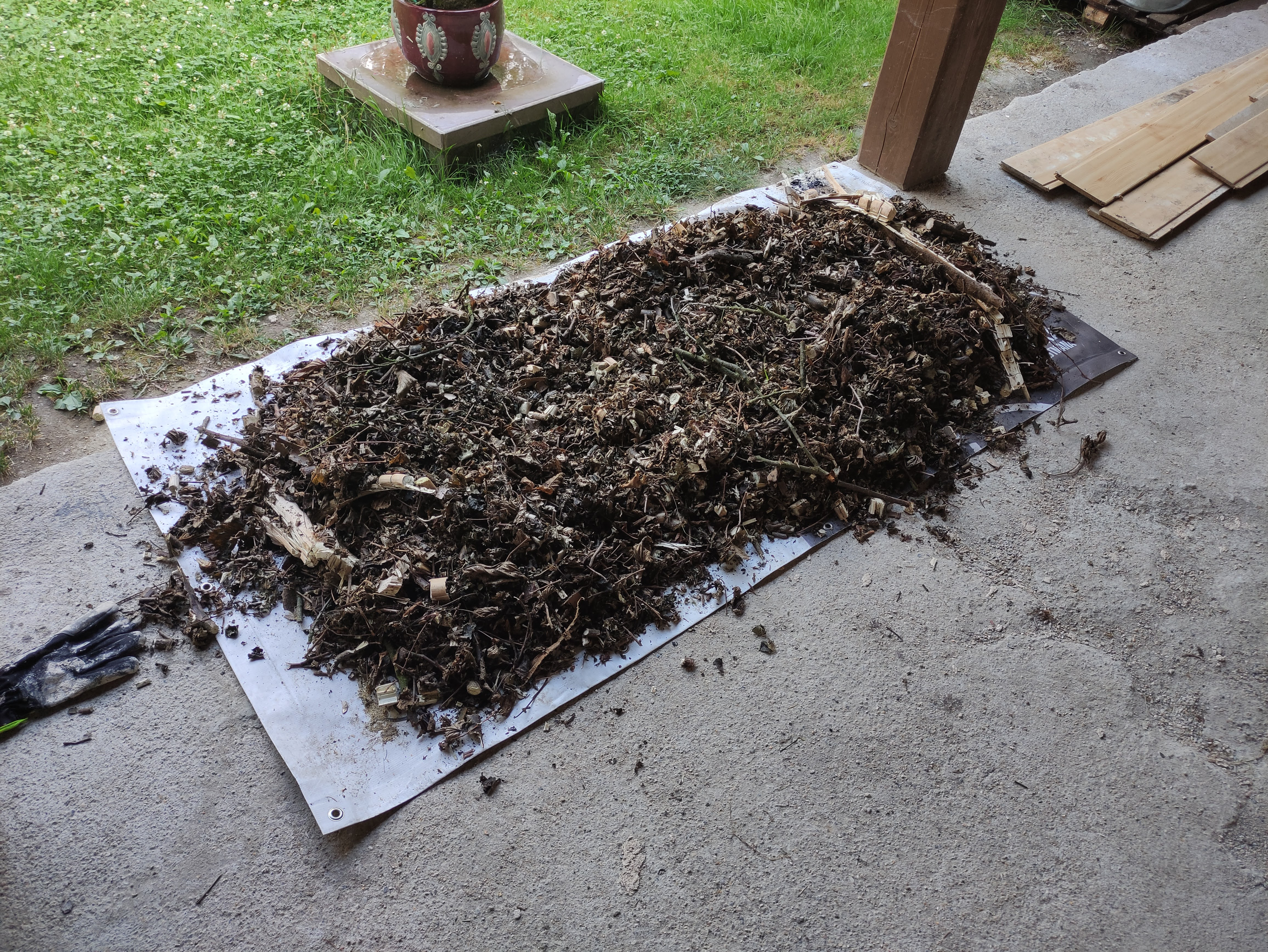
Výsledná štěpka připravená k sušení před uskladněním